# Hélène Boschi
Pour les articles homonymes, voir Boschi.
Hélène Boschi (prononciation italienne : ˈboski ; Lausanne, 11 août 1917 – Strasbourg, 9 juillet 1990) est une pianiste franco-suisse.

## Carrière
Hélène Boschi étudie le piano avec Yvonne Lefébure et Alfred Cortot à l'École normale de musique de Paris. Tout au long de sa vie, elle mène une double carrière de pédagogue et de concertiste.
Elle est la première pianiste à enregistrer les sonates du Padre Soler (1952, Grand Prix du disque) et l'intégrale des œuvres de musique de chambre avec piano de Clara Schumann (avec Annie Jodry et Roland Pidoux) en 1983. Elle interprète également la musique du XXe siècle, que ce soit Frank Martin, Bartók, Maurice Emmanuel, Janáček et Martinů. Luigi Dallapiccola lui dédie son Cuaderno musicale d'Annalibera (1952), Fernando Lopes-Graça sa 3e Sonate (créée en 1954) et Claude Ballif sa 4e sonate op. 31, créée en 1963. Elle crée également en 1952 à Bruxelles le Concertino de Karel Husa, en 1955 le Prélude pour piano et orchestre ("Divertissement pastoral" op.16) de Jean-Louis Martinet, en 1964 les Six pièces pour piano "Automne 53" de Louis Durey.
Elle interprète aussi Bach, Rameau, Mozart (notamment avec la Philharmonie Tchèque, la Staatskapelle de Dresde et l'Orchestre national de France), Haydn (avec l'Orchestre de chambre de Berlin), Schumann, la Sonate F.A.E et Wilhelm Meister (avec Irène Joachim), Weber (avec Irène Joachim), ainsi que la musique de chambre de Dukas, Franck, Debussy et Fauré (notamment avec Jean-Jacques Kantorow).
En tant que soliste de la RTF (Radiodiffusion-télévision française) de 1955 à 1965, elle est amenée à se produire très régulièrement dans des concerts radiodiffusés, notamment avec les orchestres de la radio française (comme l'Orchestre national de France, l'Orchestre Philharmonique, etc.). De même, elle se produit avec les grandes formations en Europe (le Gewandhaus de Leipzig, l'Orchestre Radio-symphonique de Berlin, la Philharmonie tchèque, le Concertgebouw d'Amsterdam), conduites par des chefs réputés tels que Georges Enesco, Manuel Rosenthal, Jean Martinon, Kirill Kondrachine, Kurt Sanderling, Kurt Masur, Václav Neumann, etc. Parmi ses partenaires en musique de chambre, on peut citer Armand Angster, Gérard Caussé, Michel Debost, Irène Joachim, Jean-Jacques Kantorow, Dénes Kovács, Étienne Péclard, Peter Rybar, Miloš Sádlo. Hélène Boschi forme avec la pianiste Germaine Mounier, un duo au répertoire très vaste, enregistrant des œuvres de Mozart, Clementi, Debussy et Busoni.
De 1960 à 1965, Hélène Boschi prodigue son enseignement à l'École normale de musique de Paris. Elle dirige par la suite, pendant les vingt années suivantes (1965–1985), l'une des classes supérieures de piano au conservatoire de Strasbourg. Elle donne dès 1960 et durant dix-sept ans, des cours d'interprétation à Weimar. Parmi ses élèves se distinguent : Piotr Anderszewski, Dana Borsan, Claire Chevallier, Allain Gaussin, Alain Jomy, Thierry Mechler, Jean-Marie Sénia, Emmanuel Strosser, François Verry... 
Hélène Boschi a interprété la musique dans deux films très différents, mais qui ont en commun le rôle qu'y joue la musique : La Maison aux images, court-métrage de Jean Grémillon (1955), sur une musique du réalisateur, interprétée par Hélène Boschi et Nadine Desouches et Monsieur Satie, court-métrage d'Alain Jomy (1963), sur une musique d'Erik Satie.
En 1975, Hélène Boschi reçoit le Prix Robert-Schumann, honorant ses interprétations du compositeur né à Zwickau.

## Discographie
Hélène Boschi a enregistré pour Le Chant du Monde, Eterna (Berlin), Supraphon, Erato, Boîte à Musique, FY/Solstice et Calliope. Des rééditions d'archives sont parues chez Musidisc, Vogue, REM, Forgotten Records.

### Piano et duos
- Bach, Partita no 6 en mi mineur, BWV 830 (LP Eterna 7 20 039)
- Georges Bizet, Variations chromatiques ; Maurice Emmanuel, Sonatine bourguignonne (1953, Le Chant du Monde LDY-A-8069)
- Clementi, Sonate en si mineur, op. 40, n° 2 et Sonate en ré mineur, op. 50, n° 2, (1959, LP Erato, EFM 42039)
- François Couperin, Jean-Philippe Rameau, Pièces pour clavecin (1953, LP Supraphon LPV 224/LPM 224)
- Debussy, Ravel, Children's Corner ; Sonatine, (1960, LP Eterna 720106)
- Paul Dukas, Variations, interlude et finale sur un thème de Rameau, Le Chant du Monde LDY 8117 (1957) (BNF 37814050)
- Mozart, Clementi, Debussy, Busoni, Musique pour deux pianos - Hélène Boschi et Germaine Mounier, piano (concerts 6 février 1961, 13 octobre 1965 et 17 novembre 1967, REM 311305) (OCLC 869025104)
- Wolfgang Amadeus Mozart, Sonate pour piano en la mineur, K. 310, (1958, Disque Microsillon, Eterna, 520161)[9]
- Ravel, Sonatine (LP Eterna 520 212)[10]
- Satie, Hommage a Erik Satie - Christiane Castelli, soprano ; Hélène Boschi et Serge Nigg, piano (années 1950, LP Le Chant du Monde) (OCLC 74322986)
- Schumann, Chants de l'aube op. 133 ; Romances ; Intermezzos op. 4 ; Fugues op. 72 ; Fantasiestücke op. 73 et op. 111 - Armand Angster, clarinette (1982, FY/Solstice) (OCLC 406913479)
- Robert Schumann, Pièces pour petits et grands enfants, op. 85 ; Images d'Orient (Bilder aus Osten), op. 66 / Hélène Boschi et Nadine Desouches, piano 4 mains (1958, BAM LD031)
- Clara Schumann, Pièces pour piano : Préludes et fugues op. 16, romances op. 11 et 21 ; Romances op. 22 pour violon et piano - Annie Jodry, violon (1984, Calliope CAL 6211)[11] (OCLC 70463543)
- Schubert, Sonate en si-bémol majeur D.960 et Haydn, Sonate nº 62, en mi-bémol majeur (1964, LP Supraphon SUA 50537)[12]
- Schubert, Valses sentimentales ; Sonate en la majeur (1954, LP Club français du disque CFD 20 EX ; rééd. Musidisc 1975)

### Concertos
- Haydn, Concerto pour clavier nº 2 en ré majeur, Hob. XVIII/2 - Hélène Boschi, piano ; Orchestre de chambre de Berlin, dir. Helmuth Koch, (1958, LP 25 cm Eterna 720024 ; rééd. Forgotten Records)
- D'Indy, Symphonie sur un chant montagnard français, op. 25 - Orchestre philharmonique tchèque, dir. Karel Šejna (années 1950, LP Supraphon LPM 90)[13] report CD Profil Édition Günter Hänssler 2021
- Mozart, Concerto pour piano no 22 (cadence : Marius Flothuis) - Orchestre philharmonique tchèque, dir. Alois Klíma (1953, Supraphon F 146777 DV 5189)

### Musique de chambre
- Bela Bartok, Rhapsodie n°1 pour violon et piano, couplé avec l'Adagio pour violon et piano de Zoltan Kodaly - Dénes Kovács, violon, Hélène Boschi, piano (LP Le Chant du Monde. LDZ M 8155)
- Brahms, Albert Dietrich, Schumann, Sonate F.A.E pour violon et piano - Peter Rybar, violon ; Hélène Boschi, piano (LP Le Chant du Monde LDX-S-8143)
- Chopin, Sonate pour piano et violoncelle en sol mineur, op. 65 - Miloš Sádlo, violoncelle ; Hélène Boschi, piano (1956, LP Le Chant du Monde LD-M 8188)
- Janáček, Pohádka (« Un conte ») - Miloš Sádlo, violoncelle ; Hélène Boschi, piano (LP Le Chant du Monde LD-M-8152)
- Schumann, Musique pour violon et piano (Intégrale[14]), Wilhelm Meister's Lieder op. 98a - Peter Rybar, violon ; Irène Joachim et Basia Retchitzka, sopranos ; André Vessières, baryton ; Hélène Boschi, piano (1984, Rééd. 2 LP Le Chant du Monde LDX 78746/7) (BNF 38107975)

### Mélodies et lieder
- Emmanuel Chabrier, [6] Mélodies - Christiane Castelli, soprano (1954, Le Chant du Monde) (OCLC 693331439)
- Chabrier ; Duparc, Debussy, Mélodies - Christiane Castelli, soprano (vers 1950, Le Chant du Monde) (OCLC 756326320)
- Chansons de France, mélodies de Canteloube, Emmanuel, Durey, Ravel, Gounod, Koechlin, Roussel - Irène Joachim, soprano ; Xavier Depraz, basse ; Hélène Boschi, piano (années 1950, LP Le Chant du Monde coll. « Série nouvelle populaire » LD-M-8151)[15] (OCLC 38910157)
- Schumann, Mendelssohn, Brahms, Récital de lieder - Irène Joachim, soprano (1955/1956, rééd. INA/Vogue 672014) (OCLC 659351690), (BNF 38212375)